# Нейропротезування

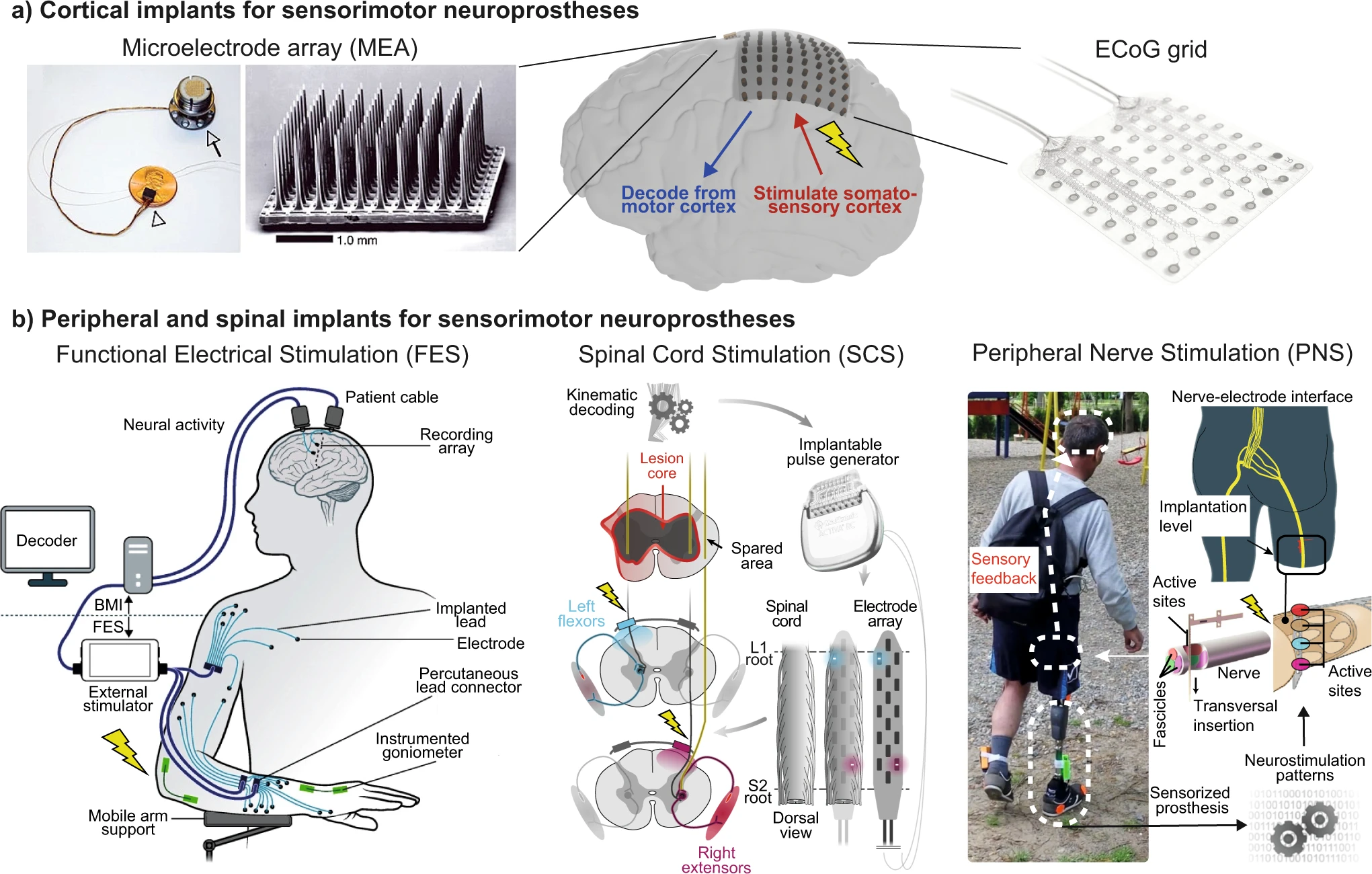
Технології нейропротезування сенсомоторних розладів

Нейропротезування — галузь нейроінженерії, що лежить на стику нейронауки, біомедичної інженерії та нейроінформатики, і займається розробкою протезів, функціонально пов'язаних з нервовою системою, — заміну або модулювання частин нервової системи, які порушуються внаслідок неврологічних розладів або після травми.
Нейронні протези є електронними імплантатами, які можуть відновити рухові, чутливі і пізнавальні функції, якщо вони були втрачені в результаті травми або хвороби. Прикладом таких пристроїв може служити кохлеарний імплантат. Це пристрій відновлює функції, що виконуються барабанною перетинкою і стремінцем, шляхом імітації частотного аналізу в вушному равлику. Мікрофон, встановлений зовні, вловлює звуки і обробляє їх; тоді оброблений сигнал передається на імплантований блок, який через мікроелектродний масив стимулює волокна слухового нерва в равлику. За допомогою заміни або посилення втрачених почуттів, ці пристрої мають намір поліпшити якість життя для людей з обмеженими можливостями. 
Дані імплантати також часто використовуються в нейробіології під час експериментів над тваринами як інструмент, що допомагає при вивченні мозку і його функціонуванні. При бездротовому моніторингу електричні сигнали мозку розсилаються за допомогою електродів, імплантованих в мозок суб'єкта, при цьому суб'єкт може бути вивчений без пристрою, що впливає на результати. 
Точне зондування і запис електричних сигналів у мозку допоможе краще зрозуміти зв'язок між локальними скупченнями нейронів, що відповідають за певні функції. 
Нейронні імплантати проєктуються настільки маленькими, наскільки це можливо, щоб мінімізувати інвазивність, особливо в районах, що оточують мозок, очі або вушні равлики. Ці імплантати зазвичай мають бездротовий зв'язок зі своїми протезами. Крім того, живлення відбувається через бездротову передачу електрики через шкіру. Тканина поруч з імплантатом дуже чутлива до підвищення температури. Це означає, що споживана потужність повинна бути мінімальна, щоб уникнути пошкодження тканини.
У 2019 групі з Університету Карнегі-Меллона, використовуючи неінвазивний інтерфейс, вдалося отримати доступ до глибоких сигналів всередині мозку і розробити першу в світі керовану розумом роботизовану руку, яка здатна безперервно і плавно слідувати за курсором комп'ютера.
Зараз в нейропротезуванні досить широко використовується кохлеарний імплантат. Станом на грудень 2010 року його отримали близько 219 тисяч людей в всьому світі.

## Історія
Перший відомий кохлеарний імплантат був створений в 1957 році. Іншими важливими віхами є створення першого рухового протеза для стопи, що звисає при геміплегії в 1961 році, створення першого слухового стволомозгового імплантату в 1977 році і периферичного нейромоста, імплантованого в спинний мозок дорослого щура 1981 році. 

## Сенсорне протезування

### Слухове протезування
Кохлеарні імплантати, слухові імплантати стовбура головного мозку і слухові імплантати середнього мозку є трьома основними категоріями для слухових протезів. 
Кохлеарні імплантати використовуються для забезпечення розвитку розмовної мови у глухих дітей з народження. Кохлеарні імплантати імплантовані приблизно 80 000 дітей у всьому світі. 

## Рухове протезування
Рухові нейропротези – тип нейропротезів, які спрямовані на відновлення рухової функції шляхом електричної стимуляції структур, залучених до генерації руху (м’язів, периферичних нервів, спинного або головного мозку), після нейромоторних розладів, таких як інсульт або черепно-мозкова травма. Найпершим руховим нейропротезом був стимулятор малогомілкового нерва, винайдений у 1961 році Ліберсоном та його колегами для лікування падіння стопи після геміплегії. Сам термін нейропротез був вперше введений у науковій літературі в 1971 році для позначення інтраспінального імплантату, який дозволяв спорожнення сечового міхура після параплегії. З тих пір визначення моторних нейропротезів також було розширено до технологій, які поєднують моторні команди з сигналів мозку для керування зовнішніми пристроями, такими як нейрокомп'ютерний інтерфейс.

### Функціональна електростимуляція (ФЕС)
Функціональна електростимуляція (ФЕС) — це клінічно схвалена технологія нейростимуляції, яка активує еферентні аксони, що іннервують певні м’язи, для здійснення бажаного руху. Стимуляція може здійснюватися поблизу цільового м’яза або до рухового нерва, який його іннервує, і в цьому випадку вона називається стимуляцією периферичних нервів (ПНС) за допомогою неінвазивних, черезшкірних або повністю імплантованих електродів. Ці електроди, у свою чергу, підключені до електростимулятора, який зазвичай може контролювати до 16 незалежних каналів. Такі системи стимуляції можна просто використовувати для нарощування м’язової сили, що часто називають нервово-м’язовою електростимуляцією, або вони можуть допомогти у виконанні функціональних завдань. Крім того, ФЕС може служити допоміжною технологією, зменшуючи порушення у виконанні певного руху, або як частину реабілітаційної терапії, яка може призвести до нейропластичності та функціональних покращень, залежно від розладу та його тяжкості.
ФЕС застосовувався протягом останніх 60 років як для рухових завдань верхніх, так і для нижніх кінцівок, таких як стояння, ходьба, потягнення та захоплення.

### Стимуляція спинного мозку (ССМ)
Стимуляція спинного мозку (ССМ) добре відома для лікування хронічного болю, і також цей метод привернув увагу своїм потенціалом у нейропротезах для контролю моторики. ССМ передбачає розміщення до 16 електродів у задньому епідуральному просторі, підключених до зовнішнього або імплантованого генератора імпульсів, і він активує аферентні волокна великого діаметру, які рекрутують пули мотонейронів у іннервованому сегменті спинного мозку.
У 1986 році було виявлено, що ССМ може відновити довільний руховий контроль у осіб з неповним ушкодженням спинного мозку. Пізніші дослідження показали, що ССМ може викликати рухи ніг, подібні до кроку в осіб із повним пошводженням спинного мозку, змінюючи частоту стимуляції. У 2002 році вперше спробували поєднати ССМ і локомоторне тренування, що призвело до миттєвого покращення ходьби.
У 2011 році ССМ у поєднанні з інтенсивними тренуваннями дозволив людям із повним ушкодженням спинного мозку самостійно стояти з повною вагою, що вказує на можливість довільних рухів паралізованих м’язів. Пізніші дослідження продемонстрували подібні результати.
Важлива віха відбулася в 2018 році, коли шість осіб із ССМ досягли самостійної наземної ходьби з ССМ та пройшли інтенсивну реабілітацію.
Було розроблено новий підхід під назвою просторово-часова ССМ, спрямована на конкретні фази циклу ходи з просторово-специфічними конфігураціями електродів. Цей підхід призвів до миттєвого покращення ходьби та довгострокового відновлення рухової функції в осіб із ушкодженням спинного мозку.

### Імплантати для керування сечовипусканням
Коли пошкодження спинного мозку призводить до параплегії, пацієнтам важко спорожнити сечовий міхур, що може викликати інфекцію. У 1969 році Бріндлі розробив крижовий стимулятор передніх корінців спинного мозку, з успішними випробуваннями на людях на початку 1980-х років. Даний пристрій імплантується в ганглії передніх корінців крижового відділу спинного мозку; Контрольований зовнішнім передавачем, він забезпечує переривчасту стимуляцію, яка покращує спорожнення сечового міхура. Він також допомагає в дефекації і дозволяє пацієнтам-чоловікам мати стійку повну ерекцію. 
Подібна процедура стимуляції крижового нерва призначена для контролю нетримання у пацієнтів без параплегії. 

### Мовленнєві інтерфейси
Нещодавнє дослідження продемонструвало значний прогрес у мовленнєвих інтерфейсах «мозок-комп’ютер» завдяки досягненню частоти помилок у слові 9,1% у словнику із 50 слів і 23,8% у словниковому запасі із 125 000 слів для учасника з бічним аміотрофічним склерозом. Цей прорив дозволяє декодувати спробу мовлення зі швидкістю 62 слова на хвилину, що є значним покращенням точності та швидкості в порівнянні з попередніми BCI мовлення, що дає надію на швидке відновлення спілкування в осіб, які не можуть говорити.

### Рухові нейропротези, керовані мозком
Рухові нейропротези, керовані мозком, пропонують людям із неврологічними захворюваннями можливість відновити руховий контроль. Існуючі нейропротези, такі як функціональна електростимуляція (ФЕС) і стимуляція спинного мозку (ССМ), можна контролювати вручну або налаштувати реагування на зовнішні кінематичні події, виявлені зовнішніми датчиками. Однак прогрес у технології нейрокомп'ютерних інтерфейсів (НКІ) уможливив пряме вилучення керуючих сигналів із мозку в протез.
Нейрокомп'ютерний інтерфейс також може служити інтерфейсом керування для методів нейростимуляції. Тетраплегічні суб’єкти з інтракортикальними мікроелектродами успішно контролювали системи функціональної електростимуляції (ФЕС) для різних рухів. Просторово-часова стимуляція спинного мозку (ССМ), нова технологія, також може контролюватися сигналами мозку, відкриваючи можливості для двонаправлених нейропротезів, які взаємодіють із нервовою системою як для запису, так і для стимуляції. Ця інтеграція можливостей запису та стимуляції знаменує перспективний рубіж у розробці нейропротезів.

#### Інтракортикальні
Інтракортикальний НКІ, заснований на дослідженнях 1980-х років, використовує масиви мікродротів або мікроелектродів високої щільності для запису нейронної активності моторної кори. Ця технологія в поєднанні з обробкою сигналів і машинним навчанням дозволяє декодувати намічені рухи в реальному часі. Примітно, що люди з тетраплегією успішно контролюють протези рук, комп’ютерні курсори та роботизовані руки за допомогою інтракортикального НКІ. Деякі навіть продемонстрували контроль над складними рухами, що вимагають двосторонньої координації та розшифровки почерку.

#### Електрокортикографічні
Електрокортикографічні імплантати (ECoG), менш інвазивні, ніж інтракортикальні, містять електродні сітки або смужки, розміщені на кортикальній поверхні або твердій мозковій оболонці. Їх використовували для керування програмами друку, віртуальними аватарами, екзоскелетами та мовними нейропротезами. Удосконалення імплантатів micro-ECoG з меншими електродами, більшою щільністю та гнучкими підкладками є перспективними для майбутніх застосувань.

## Сенсорно-рухове протезування
Електрична нейростимуляція може бути використана для стимулювання руху, як у моторних нейропротезах, але також для виклику соматичних відчуттів, таких як дотик або пропріоцепція в осіб з ампутацією кінцівок або паралічем.

## Когнітивні протези
Когнітивні нейропротези - пристрої, що полегшують обробку, зберігання та передачу інформації мозком людини. 
Когнітивні функції — пам'ять, увага, мислення — тісно пов'язані з мозковими хвилями, та корелюють з синхронізацією між областями мозку та перехресно-частотним зв'язком між різними коливаннями. Ці взаємодії відіграють вирішальну роль у когнітивних процесах і кодуванні та відновленні когнітивних функцій.

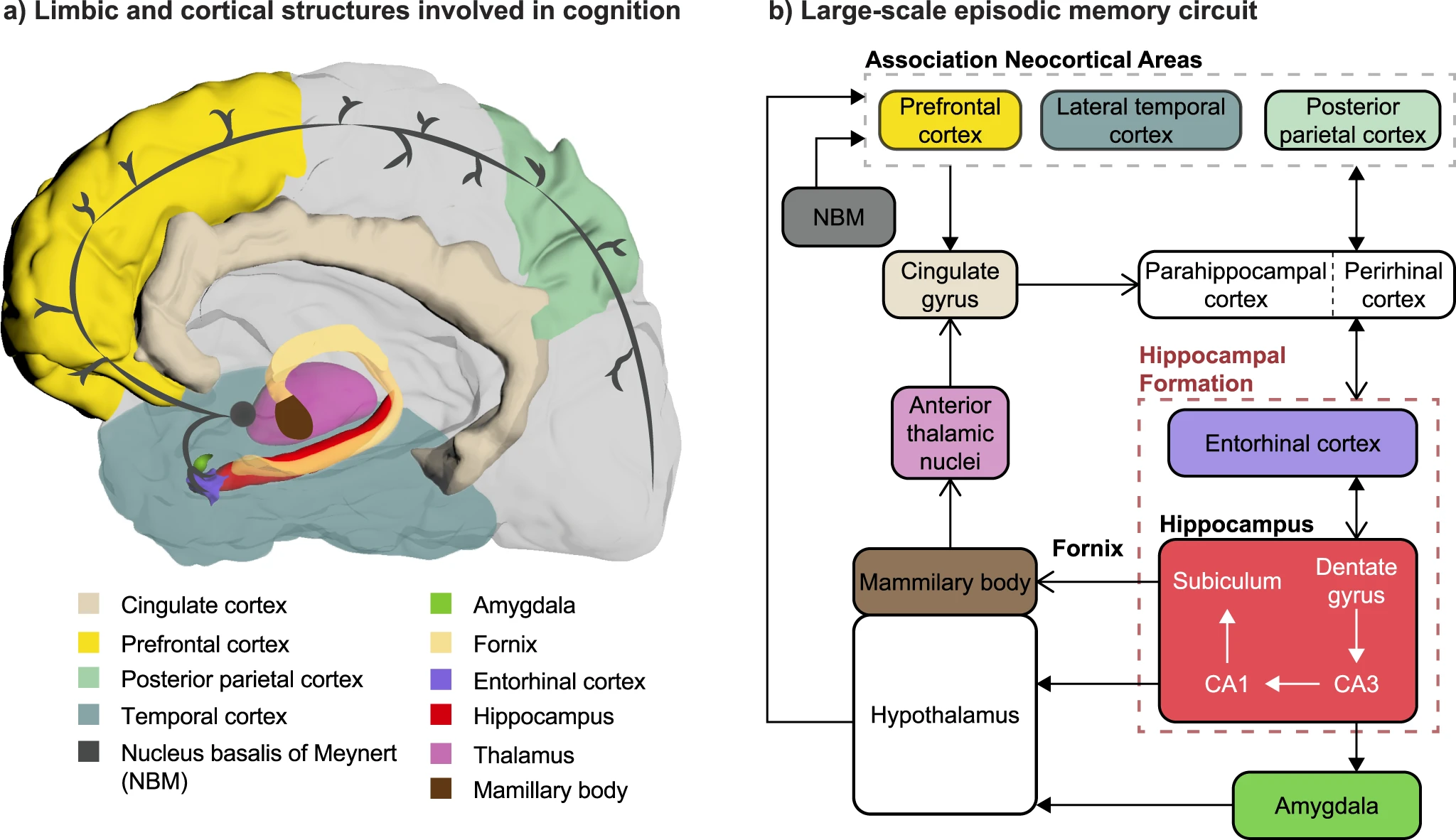
Можливі стратегії нейромодуляції при когнітивних порушеннях і деменції

Стратегії нейромодуляції при розладах пам’яті, зокрема при хворобі Альцгеймера (ХА), передбачають відновлення нейронних коливань для полегшення когнітивних симптомів і потенційного запуску механізмів нейропластичності. Одним із підходів є глибока стимуляція мозку (DBS), націлена на конкретні ділянки мозку, пов’язані з пам’яттю. Наприклад, DBS базального ядра Мейнерта у пацієнтів з ХА продемонструвало різні ефекти на когнітивні функції та пам’ять із деякими покращеннями когнітивних функцій. DBS склепіння мозку, важливого пучка волокон, пов’язаного з пам’яттю, призвело до посилення метаболізму глюкози та деяких когнітивних покращень у пацієнтів з ХА. Також, пряма кортикальна стимуляція у хворих на епілепсію продемонструвала покращення пам’яті при стимуляції специфічних неокортикальних областей, таких як латеральна скронева кора. Підходи із замкнутим контуром і багатосайтові, які коригують схеми стимуляції на основі поточної нейронної активності та залучають кілька областей мозку, є перспективними для вдосконалення стратегій нейромодуляції пам’яті. Піонерські дослідження включають нейропротез, який передбачає та контролює просторово-часові моделі електричної стимуляції для покращення пам’яті, особливо підходить для людей із травмами головного мозку та порушеннями пам’яті.

### Нейропротези для відновлення пам'яті

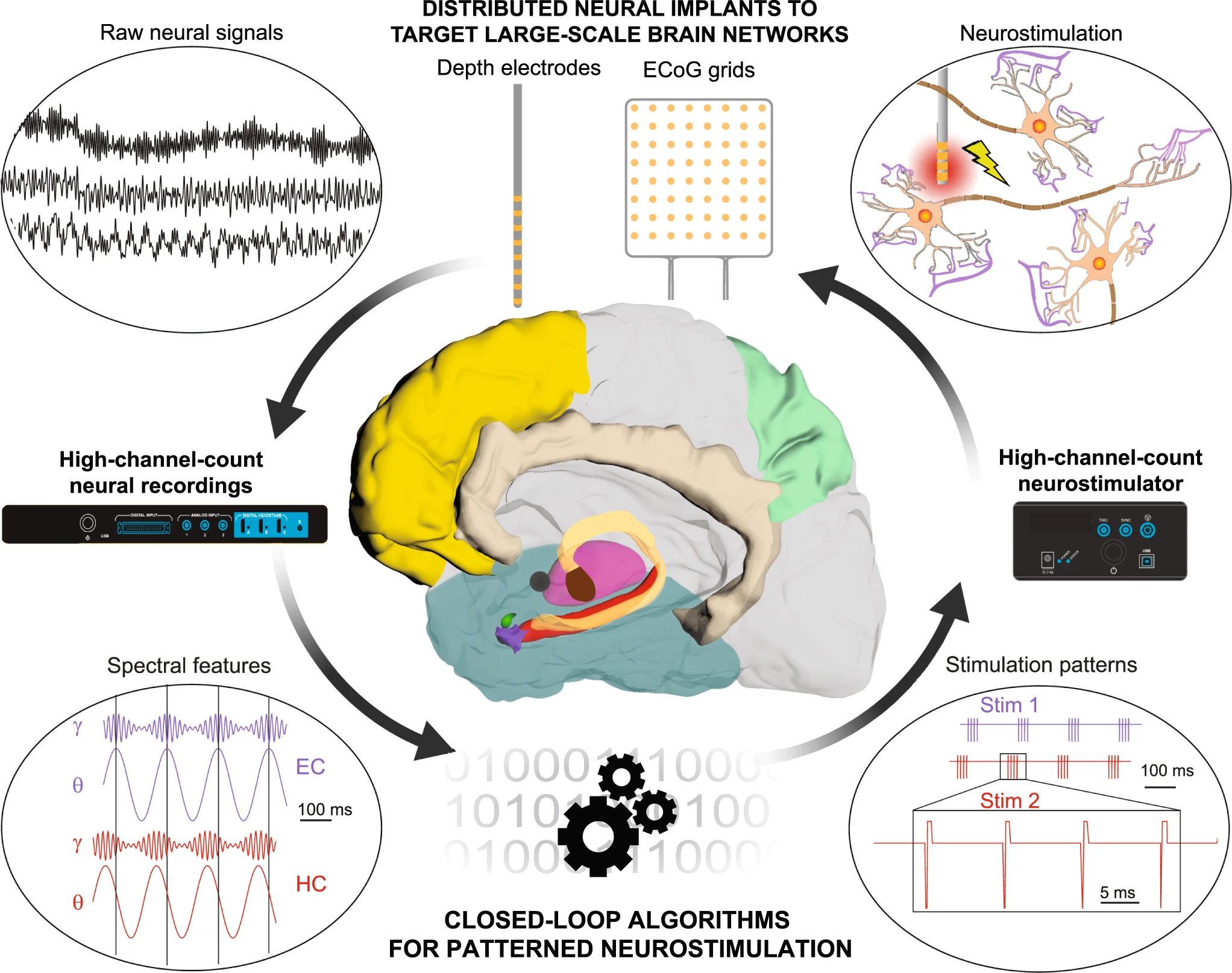
Розробка двонаправлених нейропротезів при розладах пам’яті

Розробка великомасштабних нейропротезів пам’яті для посилення або відновлення епізодичної пам’яті вимагає кількох ключових характеристик, включаючи просторову, спектральну та часову специфічність у нейромодуляції. Цих можливостей можна досягти завдяки технологічному прогресу в нейронних імплантатах і таких стратегіях нейростимуляції:
- Просторова специфіка: важливо націлити стимуляцію на різні ділянки мозку, такі як гіпокамп, енторинальну кору і префронтальну кору.
- Спектральна специфічність: кожна цільова область повинна отримувати стимуляцію на певних частотах або комбінації частот, як-от тета для взаємодії на великій відстані та гамма для локальної обробки.
- Часова специфіка: час стимуляції має вирішальне значення. Він повинен адаптуватися до виконуваного завдання (наприклад, кодування або пошуку) і враховувати як короткі, так і довгі часові масштаби, забезпечуючи точні співвідношення фаз між різними стимульованими областями.

Ці вимоги залежать від двох основних елементів:
1. Удосконалені нейронні імплантати: вони мають забезпечити одночасний запис і стимуляцію великомасштабної мережі епізодичної пам’яті. Традиційно використовуються такі технології, як внутрішньомозкові глибинні макроелектроди (стерео-ЕЕГ) і субдуральні імплантати ECoG, але, можливо, знадобляться вдосконалення для досягнення бажаної просторової та часової вибірковості.
2. Інноваційні стратегії нейростимуляції: ці стратегії мають сприяти фізіологічним коливанням у мережі розподіленої пам’яті. Це включає шаблонні протоколи стимуляції (наприклад, тета-вибух[49]) і адаптивну або замкнуту стимуляцію, що дозволяє коригувати в реальному часі на основі поточної активності мозку.

Хоча поточні глибинні макроелектроди та сітки ECoG мають обмеження щодо кількості каналів і просторової роздільної здатності, нові технології, такі як багатоелектродні та багатохвостові зонди високої щільності, є перспективними. Ці кремнієві зонди можуть записувати з тисяч нейронів одночасно, хоча вони стикаються з такими проблемами, як дрейф і реакція тканини. Незважаючи на ці проблеми, вони пропонують привабливий варіант для майбутніх нейропротезів, націлених на великомасштабні мережі мозку.
Обчислювальне моделювання відіграє життєво важливу роль у керуванні дизайном електродів, розміщенням і протоколами стимуляції для покращення пам’яті. Моделі повинні враховувати нейронні коливання, процеси пам’яті та ефекти електричної стимуляції у великомасштабних мережах мозку. Хоча існує кілька обчислювальних моделей для нейронних коливань і пам’яті, існує потреба в більш біологічно реалістичних моделях, які об’єднують ці аспекти, особливо в контексті розладів пам’яті, таких як хвороба Альцгеймера.
Крім того, обчислювальне моделювання відіграє життєво важливу роль у керуванні дизайном електродів, розміщенням і протоколами стимуляції для покращення пам’яті. Моделі повинні враховувати нейронні коливання, процеси пам’яті та ефекти електричної стимуляції у великомасштабних мережах мозку. Хоча існує кілька обчислювальних моделей для нейронних коливань і пам’яті, існує потреба в більш біологічно реалістичних моделях, які об’єднують ці аспекти, особливо в контексті розладів пам’яті, таких як хвороба Альцгеймера.
Крім того, обчислювальні моделі позаклітинної електричної стимуляції, які часто використовуються при глибокій стимуляції мозку (DBS), повинні бути адаптовані для реалістичного повторення стимуляції гіпокампу. Ці моделі повинні враховувати складність ефектів позаклітинної стимуляції, включаючи властивості тканин і поширення потенціалу дії. Персоналізовані обчислювальні моделі, що поєднують нейровізуалізацію та моделювання, можуть передбачити результати електричної стимуляції гіпокампу, сприяючи розробці ефективних нейропротезів пам’яті.

### Нейромодуляція при хворобі Паркінсона

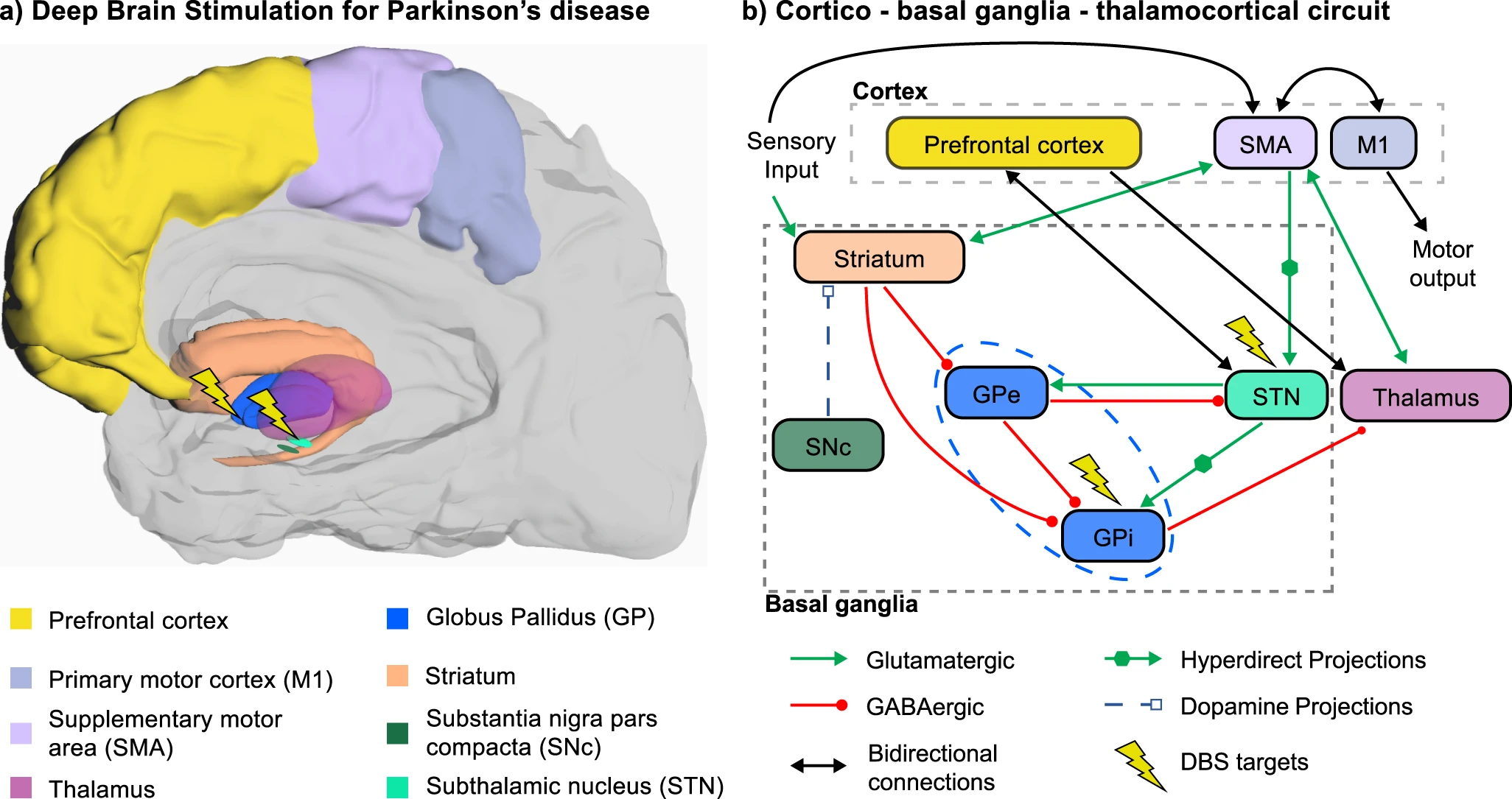
Цілі нейромодуляції для рухових симптомів при хворобі Паркінсона

Глибока стимуляція мозку (DBS) була цінною терапією рухових симптомів при хворобі Паркінсона (ХП) завдяки націлюванню на ланцюги базальних гангліїв. Звичайна глибока стимуляція мозку (DBS) на високих гамма-частотах (100-185 Гц) ефективно покращує моторні симптоми при хворобі Паркінсона (PD), але має обмежену ефективність щодо аксіальних моторних симптомів. Однак це часто призводить до зниження когнітивних функцій і немоторних побічних ефектів, особливо при націленні на субталамічні ядра (STN). Низькочастотний DBS у нижньому гамма-діапазоні (60-80 Гц) може бути більш придатним для усунення цих немоторних симптомів і може мати дещо кращі когнітивні результати при націлюванні на globus pallidus internus (GPi) замість субталамічних ядер.
ХП також впливає на когнітивні функції, що призводить до таких станів, як легке когнітивне порушення і деменція при хворобі Паркінсона. Нещодавні дослідження досліджують використання DBS тета-частоти (4-12 Гц) у субталамічному ядрі (STN) як багатообіцяючий підхід для покращення когнітивних функцій у пацієнтів із синдромом Паркінсона. Дослідження показують значне покращення вербальної плавності, швидкості обробки та гальмування реакції в порівнянні до традиційної високочастотної (130 Гц) стимуляції.

## Електрохімічні нейропротези
Нейропротези, що використовують поєднання хімічної та електричної стимуляції і рухового тренування спинного мозку. 

## Додаткова література

### Книги
- Sanchez Justin C. (2015). Neuroprosthetics: Principles and Applications. Baton Rouge: Chapman and Hall/CRC. ISBN 978-1-4665-5324-8.
- Neural Prostheses for Locomotion.  (pdf, epub, відкритий доступ). Frontiers in Neuroscience.
- Neuroprosthetics Editor's Pick 2021. (pdf, epub, відкритий доступ). Frontiers in Neuroscience.
- Closed-loop systems for next-generation neuroprostheses. (pdf, epub, відкритий доступ). Frontiers in Neuroscience.
- Biosignal Processing and Computational Methods to Enhance Sensory Motor Neuroprosthetics. (pdf, epub, відкритий доступ). Frontiers in Neuroscience.

### Статті
- Willett Francis R.; Kunz Erin M.; Fan Chaofei та ін. (2023-08). A high-performance speech neuroprosthesis. Nature (англ.) 620 (7976). doi:10.1038/s41586-023-06377-x.
- Gupta, Ankur; Vardalakis, Nikolaos; Wagner, Fabien B. (6 січня 2023). Neuroprosthetics: from sensorimotor to cognitive disorders. Communications Biology (англ.) 6 (1). с. 1–17. doi:10.1038/s42003-022-04390-w.
- Chiappalone Michela; Cota Vinicius R.; Carè Marta та ін. (2022-11). Neuromorphic-Based Neuroprostheses for Brain Rewiring: State-of-the-Art and Perspectives in Neuroengineering. Brain Sciences (англ.) 12 (11). doi:10.3390/brainsci12111578.
- Bonizzato Marco (1 січня 2021). Neuroprosthetics: an outlook on active challenges toward clinical adoption. Journal of Neurophysiology (англ.) 125 (1). с. 105–109. doi:10.1152/jn.00496.2020.
- Gutiérrez-Martínez Josefina; Toledo-Peral Cinthya; Mercado-Gutiérrez Jorge; Vera-Hernández Arturo; Leija-Salas Lorenzo (7 жовтня 2020). Neuroprosthesis Devices Based on Micro- and Nanosensors: A Systematic Review. Journal of Sensors (англ.) 2020. doi:10.1155/2020/8865889.
- Kilgore Kevin L.; Anderson Kimberly D.; Peckham P. Hunter (30 липня 2020). Neuroprosthesis for individuals with spinal cord injury. Neurological Research 0 (0). с. 1–13. doi:10.1080/01616412.2020.1798106.
- Eapen Blessen C.; Murphy Douglas P.; Cifu David X. (1 січня 2017). Neuroprosthetics in amputee and brain injury rehabilitation. Experimental Neurology (англ.) 287. с. 479–485. ISSN 0014-4886. doi:10.1016/j.expneurol.2016.08.004.

### Журнали
- IEEE Transactions on Neural Systems and Rehabilitation Engineering
- Neurorehabilitation and Neural Repair
- Journal of NeuroEngineering and Rehabilitation